# RT-2PM Topol
SS-25 Sickle, RT-2PM Topol, dupa denumirea sovietică (cod Defense Intelligence Agency: SS-25, NATO: Sickle), este o rachetă intercontinentală.
Faptul că este mobilă și în afara șoselelor îi conferă mari șanse de supraviețuire. 
SS-25 s-a alăturat forțelor de rachete strategice sovietice în 1985. 
Va fi înlocuită treptat de o versiune îmbunătățită, numită SS-27 Topol-M (sovietic RT-2UTTH), cu o precizie (CEP) de 150 m. 
Vezi: Cursa înarmării, Superputere, Războiul rece, Uniunea Sovietică